# Mutten (Stiefenhofen)
Mutten  (westallgäuerisch: Muttə, Müttə) ist ein Gemeindeteil der bayerisch-schwäbischen Gemeinde Stiefenhofen im Landkreis Lindau (Bodensee).

## Geographie
Das Dorf liegt circa drei Kilometer südöstlich des Hauptorts Stiefenhofen und zählt zur Region Westallgäu.

## Ortsname
Der Ortsname stammt vom Personennamen Mu(a)to ab und bedeutet Siedlung des Mu(a)to. Möglich wäre auch der Personenname Uto/Utto.

## Geschichte
Mutten wurde erstmals im Jahr 1369 mit einem Gut zu Mutun urkundlich erwähnt. Im Jahr 1808 wurden 15 Wohnhäuser im Ort gezählt.